# Демидов, Валерий Денисович
Валерий Денисович Демидов (1946 — 23 октября 2018) — советский общественный и хозяйственный деятель. Почётный гражданин города Шахты (2009). Глава администрации города Шахты Ростовской области (1991—1997).

## Биография
Родился в 1946 году в Харцызском районе Донецкой области. Завершил обучение в Новочеркасском политехническом институте. Позже успешно защитил диссертацию на соискание степени кандидата социологических наук.
Трудовую деятельность Валерий Денисович начал в 1967 году. Первое место работы — Новочеркасский научно-исследовательский гидро-химический институт, где занимал должность старшего лаборанта, а затем инженера и старшего инженера. Проходил срочную службу в рядах Советской Армии. С 1974 года работал старшим мастером, а затем был назначен начальником участка, начальником цеха в Новочеркасском электровозо-строительном заводе.
С 1984 года занимал должность директора завода «Электротрансмаш», а с 1987 года — директора завода «Гидропривод» в городе Шахты.
В 1990 году Демидов Валерий Денисович был избран председателем Шахтинского Горисполкома. С 1991 по 1997 годы работал в должности главы Администрации города Шахты. В сложный период не только управлял Администрацией города Шахты, но и исполнял полномочия председательствующего на заседаниях городской Думы первого созыва. Под его руководством депутаты Шахтинской городской Думы разрабатывали и утверждали первый Устав города, который был зарегистрирован 29 октября 1996 года.
С 1997 года трудился на различных должностях в учреждениях Ростовской области: заместителем директора Службы занятости населения, руководителем миграционной службы, заместителем начальника отдела Пенсионного фонда.
В период с 2004 по 2006 годы работал в должности заместителя руководителя Управления Федеральной службы Росприроднадзора по Ростовской области. С 2006 года находился на пенсии.
27 мая 2009 года на основании решения городских властей Демидову было присвоено звание «Почетный гражданин города Шахты».
Проживал в Ростовской области. Умер 23 октября 2018 года.

## Награды и звания
- Знак МВД «За отличие в службе» 1 степени,
- Знак Министерства образования «Отличник профессионально-технического образования РСФСР»,
- Серебряная и бронзовая медаль ВДНХ.
- «Почётный гражданин города Шахты» (27.05.2009).